# وولا ستاروگروزکا
وولا ستاروگروزکا (به لاتین: Wola Starogrodzka) یک روستا در لهستان است که در گمینا پارسوو واقع شده‌است. وولا ستاروگروزکا ۶۳۲ نفر جمعیت دارد.